# Amilaga editha
Amilaga editha là một loài bướm đêm trong họ Noctuidae.